# 후쓰나이촌
후쓰나이촌(富津内村)은 아키타현 미나미아키타군 중앙부에 위치했던 촌이다.

## 역사
- 1889년 4월 1일 - 4촌이 합병해 후쓰나이촌이 탄생하였다.
- 1955년 3월 31일 - 고조메정.우치가와촌, 오카와촌, 바바메촌과 합병해 고조메정이 되었다.